# バビロン・ベルリン
『バビロン・ベルリン』（原題：Babylon Berlin）は、ドイツの歴史スリラーテレビドラマである。2017年にシーズン1と2各全8話が、2020年にシーズン3全12話が、2022年10月8日からはシーズン4全12話が放送された。

## 概要
1929年のワイマール共和国を舞台として、ドイツ史上最大の規模で制作された歴史スリラー連続テレビドラマである。原作はフォルカー・クッチャーによる警察小説「ベルリン警視庁殺人課ゲレオン・ラート警部」シリーズで、日本でも創元推理文庫から『濡れた魚』『死者の声なき声』『ゴールドスティン』が刊行されている。
2019年の第32回ヨーロッパ映画賞でヨーロッパ・フィクションシリーズ賞を受賞した。
日本ではBS12で、2019年にシーズン1とシーズン2をまとめた全16話が放送された。2020年12月からシーズン3が放送された。

## ストーリー

### シーズン1
1929年、社会民主主義のワイマール共和国は左翼と右翼の両方から攻撃されている。繁栄の陰で貧富の差は広がる。第一次世界大戦の復員軍人で、PTSDに苦しむモルヒネ中毒のゲレオン・ラートはケルン市長のコンラート・アデナウアーのスキャンダルとなるフィルムを探す密命を受けて、ケルン警察から自由と退廃の街ベルリンに転任する。日雇いの警察記録係で、夜は家族の生活のためにナイトクラブ「モカ・エフティ」で娼婦をするシャルロッテは、刑事になる夢を持ち捜査に積極的にかかわる。
スターリンに逆らい、イスタンブールに亡命したトロツキーを支持するトロツキスト「赤の砦」はベルリンに集まる。ソ連からトロツキーのもとに貨車で運ばれようとした金塊をめぐり、トロツキストたちとソ連が暗闘する。トロツキストに潜入していたソ連のスパイである、男装の歌手スウェトラーナは仲間を殺させるが、カルダコフが一人だけ逃げる。カルダコフの下宿に引っ越していたゲレオンは事件に巻き込まれ、シャルロッテとともに捜査する。カルダコフはモカ・エフティの所有者の「アルメニア人」エドガー・カサビアンに助けられる。
共産党員のデモが警察に弾圧されて血のメーデー事件が起き、現場にいたゲレオンは共産党員に責任を転嫁するでっち上げの報告書を書かされる。
実業家アルフレッド・ニッセンら右翼は非合法な軍事組織「黒い国防軍」を密かに結成して左翼による陰謀論を唱え、ワイマール政府転覆を謀る。その一員であるヴォルター上級警部はシャルロッテに命じて部下のゲレオンをスパイさせ、ゲレオンを組織に誘う。ベルリン警察を指揮するユダヤ人のベンダ行政長官は、ソ連と結びつき武器を輸入する「黒い国防軍」を危険視して貨車を捜査する。強毒のホスゲンが搭載されていたことを知り、ニッセンを逮捕する。
ゲレオンとヴォルターはエドガーの部屋からフィルムを取り戻す。政治家たちのスキャンダルが写っていることを確認したのちに焼却する。

### シーズン2
1929年、ソ連に殺された「赤の砦」のトロツキストの遺体が発見される。条約に反して再軍備を求める「黒い国防軍」を危険視するベンダはゲレオンを殺人課に転属させ、ソ連大使館員を逮捕させる。釈放と引き換えに、ソ連外交官のトロシンから「黒い国防軍」が密かにソ連国内に空軍基地を設け、訓練している証拠を受け取る。ベンダの命令でゲレオンはソ連に飛び、基地の写真を撮る。ゼーガース少将ら多数を逮捕するが、政府や警察に浸透した「黒い国防軍」は釈放を迫り、フランスとドイツの外相の暗殺から始まる、帝国を復活させるクーデターを計画する。ゲレオンが暗殺を阻止するも、大統領が介入して「黒い国防軍」捜査は終結させられる。
「黒い国防軍」を支えるニッセン、ヴェーント大佐、ヴォルターはスウェトラーナと協力し、ホスゲンとともに貨車に詰まれていた、スウェトラーナの実家ソロキン家の金塊を入手しようとする。これを知ったベンダの内偵のシュテファンは殺され、ゲレオンはヴォルターを疑う。シャルロッテはゲレオンの依頼でシュテファンの手帳を解読し、貨車に積まれた金塊の強奪計画とクーデター計画のことを知る。金塊を狙うエドガーはシャルロッテを拉致して強奪計画を聞き出す。
ゲレオンはたびたびPTSDの発作に襲われる。行方不明の兄アンノ―の戦死が告知され、その妻でゲレオンと不倫関係にあるヘルガと息子のモーリツがベルリンに来る。
シャルロッテの紹介で友人のグレータがベンダの家の女中になる。グレータは恋人の共産党員フリッツがベンダの命令で殺されたと騙され、爆弾を仕掛けてベンダを殺す。実はフリッツはナチス党員で生存している。
ヴォルターら「黒い国防軍」が貨車を止める。待ち伏せしていたエドガーの手下が皆殺しにするも、ゲレオンの部下に制圧される。金塊は偽物とわかり、ヴォルターは死ぬ。
ヴェーントが行政長官となり、非公式にゲレオンに内部改正課を率いさせる。シャルロッテは殺人課刑事助手となる。ゲレオンは貨車そのものに黄金が隠されていたと推測する。アンノ―は顔に傷を負いながらも生存しており、シュミット医師を名乗っている。

### シーズン3
1929年、ヴェーント行政長官は孤児院にいた子を見つけてグレータを脅迫し、ナチスとのかかわりを否定し、ベンダ殺しを共産党員の教唆によるものと偽証させて死刑判決が下りる。共産党員を装っていたナチス党員の手下を口封じに殺す。ルフトハンザと「黒い国防軍」の関係を暴いたカテルバッハを反逆罪に問う。シャルロッテとゲレオンは友人たちを救おうと苦心し、弁護士リッテンに弁護を依頼する。リッテンの助手で、ゼーガース大将の共産党員の娘マリー＝ルイーゼは、国防軍の陰謀の証拠を密かにゲレオンに渡す。グレータは処刑される。ゲレオンはベンダ殺しの陰謀を認めるヴェーントの告白を密かに録音する。
ニッセンは株式市場の過熱に気づき、実権を持つ母に背いて大規模な空売りを仕掛ける。ヘルガはゲレオンの子を中絶し、ニッセンのもとに走る。疎外感に苦しむモーリツはヒトラーユーゲントに加わる。世界大恐慌が始まり、社会は混乱しニッセンは巨利を得る。
シャルロッテと妹トニは姉のイルゼの目の手術費用を稼ぐため、ともにいかがわしい仕事に手を染める。
モカ・エフティを爆発で失ったエドガーは映画に巨額の投資を行うも、主演女優が相次いで殺されて苦境に陥る。出所したばかりの相棒のヴァイントラウブが罪を着せられる。事件の犯人は、エドガーを恨むハンガリー人の兄弟と、警察内での扱いに不満を鬱積させた分析官ウルリヒであることが分かる。ゲレオンは愛情を抱くようになったシャルロッテを、ウルリヒから救い事件を解決する。映画は完成する。

## キャスト

### レギュラー
- ゲレオン・ラート: フォルカー・ブルッフ - ケルン警察から転任してきたベルリン警察風紀課警部。のちに殺人課警部。第一次世界大戦によるPTSDに苦しむ。
- シャルロッテ・リッター: リヴ・リサ・フリース - 日雇いのベルリン警察記録係で、貧しい家を支えるために夜は売春婦をする。のちに殺人課の刑事助手になる。

- ブルーノ・ヴォルター: ペーター・クルト（ドイツ語版） - ベルリン警察風紀課上級警部でゲレオンの上司。非合法な軍事組織である「黒い国防軍」のメンバー。(S1-S2)
- アウグスト・ベンダ[注 1]: マティアス・ブラント（ドイツ語版） - ベルリン警察を指揮するユダヤ人の行政長官。「黒い国防軍」の壊滅をはかる。(S1-S2)
- グレータ・オーバーベック: レオニー・ベネシュ - シャルロッテの学童疎開時代の友人。ベンダ家のメイドになる。(S1-S3)
- スウェトラーナ・ソロキナ: セヴィリヤ・ヤノシャウスカイテ（ドイツ語版） - 男装の歌手ニコロスを名乗る。白系ロシア人の伯爵ソロキン家の令嬢で「赤の砦」に潜入するソ連秘密警察のスパイ。(S1でレギュラー、S2では準レギュラー)
- アレクセイ・カルダコフ: イワン・シュヴェドフ（ドイツ語版） - ベルリンのトロツキスト集団「赤の砦」のリーダー。ベーンケの下宿でのゲレオンの部屋の元住人。(S1でレギュラー、S2ではゲスト)
- ヘルガ・ラート: ハンナー・ヘルツシュプルンク - ゲレオンの消息不明の兄アンノーの妻。ゲレオンとは10年以上不倫関係にある。(S1ではゲスト、S2-S3でレギュラー)
- アルフレッド・ニッセン[注 2]: ラース・アイディンガー（ドイツ語版） - 巨大鉄鋼会社を経営する富豪一家の一員で、民主主義の崩壊を企む。(S1では準レギュラー、S2-S3でレギュラー)
- ギュンター・ヴェーント大佐: ベンノ・フユルマン - ヒンデンブルク大統領の相談役で「黒い国防軍」のメンバー。のちに行政長官。(S1-S2では準レギュラー、S3でレギュラー)
- エドガー・カサビアン: ミシェル・マティチェヴィッチ（ドイツ語版） - ギャングのボスで、ナイトクラブ「モカ・エフティ」の経営者。アルメニア人。(S1-S2では準レギュラー、S3でレギュラー)
- ヴァルター・ヴァイントラウブ: ロナルト・ツェアフェルト - エドガーの相棒。脱税で服役していたが出所。(S3)
- エスター・カサビアン: メレト・ベッカー（ドイツ語版） - エドガーの妻で元女優。ヴァイントラウブと不倫関係。(S3)

### 準レギュラー

#### 警察
- カール・ツェルギーベル: トーマス・ティーメ - ベルリンの警視総監。(S1-S3)
- エルンスト・ゲナート（ドイツ語版）（仏陀）: ウド・ザメル（ドイツ語版） - ベルリン警察殺人課課長で警視。(S2ではゲスト、S3で準レギュラー)
- ヴィルヘルム・ベーム: Godehard Giese - ベルリン警察殺人課上級警部。
- シュテファン・イェニケ: アントン・フォン・ルケ（ドイツ語版） - ベルリン警察風紀課刑事。ヴォルターの助手。(S1で準レギュラー、S2ではゲスト)
- グレーフ: Christian Friedel - ベルリン警察のカメラマン。(S1-S3)
- レオポルト・ウルリヒ: Luc Feit - ベルリン警察記録課の分析官。(S2ではゲスト、S3で準レギュラー)
- フランツ・クライェフスキー: Henning Peker - 麻薬中毒者で警察の情報提供者。(S1)

#### その他
- トニ・リッター: Irene Böhm - シャルロッテの妹。(S1-S3)
- モーリツ・ラート: イヴォ・ピッツカー（ドイツ語版） - ヘルガとアンノーの息子。ゲレオンの甥。(S2-S3)
- エリーザベト・ベーンケ: フリッツィ・ハーバーラント（ドイツ語版） - 下宿の女主人。ゲレオンと一時的に深い仲になる。(S1-S3)
- シュミット医師: イェンス・ハルツァー（ドイツ語版） - 戦争神経症に関する研究を行う暗示療法研究室の医師。その正体は顔に傷を負った、ゲレオンの兄アンノー。(S1-S3)
- サミュエル・カテルバッハ: カール・マルコヴィックス - ベーンケの下宿でゲレオンの隣人となるジャーナリスト。(S1-S3)
- クルト・ゼーガース[注 3]: エルンスト・シュトッツナー（ドイツ語版） - 第一次世界大戦の英雄。「黒い国防軍」のメンバーである少将、S3では大将。(S1-S2で準レギュラー、S3ではゲスト)
- マリー＝ルイーゼ・ゼーガース: ザスキア・ローゼンダール - クルト・ゼーガース大将の娘。共産党員の法学生。(S3)
- トロシン大佐: Denis Burgazliev  - ソ連外交官で秘密警察の幹部。(S1-S2)
- フェルカー医師: ジョーディス・トリーベル（英語版） - 共産党員の医師。(S1で準レギュラー、S3ではゲスト)
- ハンス・リッテン（ドイツ語版）: Trystan Pütter - 共産党を支援するユダヤ人の弁護士。(S3)
- フリッツ（リヒャルト・ペヒトマン）: Jacob Matschenz - 共産党員、実はナチス党員。 (S1-S2でゲスト、S3で準レギュラー)
- オットー（ホースト・ケスラー）: Julius Feldmeier - フリッツの友人の共産党員、実はナチス党員。 (S1-S2でゲスト、S3で準レギュラー)
- トリスタン・ロート: ザビン・タンブレア - 殺された女優ベティの夫である俳優。悪名高いオカルト組織「土星同胞団（ドイツ語版）」に所属。(S3)

## スタッフ
- 監督・脚本：トム・ティクヴァ、アヒム・フォン・ボリース（ドイツ語版）、ヘンドリック・ハンドレーグテン（ドイツ語版）

## エピソード
| シーズン | シーズン | 話数 | 話数 | 放送期間       | 放送期間      |
| シーズン | シーズン | 話数 | 話数 | 初回放送       | 最終回放送    |
| -------- | -------- | ---- | ---- | -------------- | ------------- |
|          | 1        | 8    | 8    | 2017年10月13日 | 2017年11月3日 |
|          | 2        | 8    | 8    | 2017年11月10日 | 2017年12月1日 |
|          | 3        | 12   | 12   | 2020年1月24日  | 2020年2月28日 |

### シーズン1 (2017)
| 通算 話数 | タイトル | 公開日         |
| --- | -------- | -------------- |
| 1 | "第1話"  | 2017年10月13日 |
| 1929年4月、ベルリン行の列車がソヴィエトのノヴォルジェフのそばで枕木が燃えていたために止まる。ドイツ人の運転士はロシア人兵士に殺されてロシア人運転士に交代させられ、後尾に貨車を1両連結される。第一次世界大戦の復員兵で、PTSDのためモルヒネ中毒を抱えるケルン警察のゲレオン・ラート警部がベルリン警察に転任してくる。ゲレオンと上司のヴォルター上級警部はポルノ映画の撮影スタジオを手入れする。監督のケーニヒを逮捕する。現場にいた麻薬中毒の情報提供者で元警官のクライェフスキーは、ヴォルターによって見逃される。クライェフスキーはシュミット医師のもとに行き、警察がケーニヒを逮捕し、フィルムを探していると伝える。シュミットは後に、アルメニア人と呼ばれる謎の人物に会う。警察で、ゲレオンは殺人課の日雇いの記録係のシャルロッテに出くわす。印刷工場では、スウェトラーナとカルダコフらトロツキストが列車が到着すると伝える電報を受け取る。 |          |                |
| 2 | "第2話"  | 2017年10月13日 |
| ゲレオンは、何者かに拷問されたケーニヒを尋問する。ケーニヒはゲレオンの拳銃を奪い自殺する。ゲレオンはPTSDが誘発されてトイレでモルヒネを服用しようとするが痙攣のために果たせず、近くにいたシャルロッテに助けられる。ゲレオンは父親に電話し、フィルムを見つけて破壊するよう命じられる。ゲレオンとヴォルターは行政長官のベンダに呼ばれ、ケーニッヒの拷問について尋ねられる。ベンダはゲレオンと二人きりになり、ベルリンに転任した理由をただし、ケルン市長のコンラート・アデナウアーがベルリンにあるはずのフィルムをネタに恐喝されたため、フィルムを探しに来たと聞かされる。夜、シャルロッテは人気のナイトクラブ「モカ・エフティ」に行き、男装したスウェトラーナの歌を聴く。シャルロッテは地下に降り、売春婦の務めを果たす。スウェトラーナがソ連大使館を訪ねて密告する。ソ連で列車を襲った男たちが印刷工場を襲ってトロツキストを皆殺しにするが、カルダコフだけは隠れ生き延びる。 |          |                |
| 3 | "第3話"  | 2017年10月20日 |
| ロシアからの列車がベルリンのアンハルター貨物駅に着き、スウェトラーナは最後尾の貨車をイスタンブールではなくパリに向けるよう銃を突き付けて運転士に命じるが拒否され、駅職員に逮捕される。運転士はカルダコフが以前住んでおり、現在はゲレオンが住む下宿に行く。翌日、ベンダは共産党員がメーデーにデモを計画していると発表する。ゲレオンがベンダとの会話をヴォルターに明かさないため、ヴォルターは怒ってデモの監視への同行を命じる。ゲレオンが下宿に帰ると、管理人のエリーザベト・ベーンケが縛られている。ゲレオンはカルダコフを訪ねてきたロシア人の運転士と格闘になり、運転士は二階から道路に落ちて、ソ連人の車で誘拐される。運転士はソ連の外交官に拷問され、貨車にはソロキン家の大量の金塊が積まれていることを白状する。 |          |                |
| 4 | "第4話"  | 2017年10月20日 |
| 共産党員のデモ隊と警察部隊が衝突する「血のメーデー事件」が起き、共産党員のアパートを捜索していたゲレオンとヴォルターが巻き込まれる。二人が逃げ込んだアパートでは二人の女性が流れ弾に当たり、共産党員のフェルカー医師が手当てするが死亡する。ゲレオンは死体とともに死体置き場に行き、運河で発見され解剖を受ける別の死体が、カルダコフを訪ねてきたロシア人であることに気づく。解剖の記録のために来たシャルロッテは殺人の可能性を示唆する。シャルロッテは殺人課初めての女性刑事になる野望を持つ。シャルロッテは路上生活をする学童疎開時代の友人のグレータに出くわし、モカ・エフティに誘う。地下でヴォルターが買春客としてシャルロッテを呼び、ゲレオンをスパイするよう脅迫する。駅では、ソ連大使館員が引き留められた貨車の検査を要求する。スウェトラーナは釈放されて貨車の表示ラベルをすり替える。カルダコフはスウェトラーナのアパートに行き、裏切者と責める。 |          |                |
| 5 | "第5話"  | 2017年10月27日 |
| スウェトラーナはソ連人をアパートに呼び、カルダコフは逃げようとして撃たれる。フェルカーは二人の女性の死に抗議して警察署の前でデモを扇動する。ベンダと警視総監は、子供の遊びによる銃の暴発で怪我をした警官を用い、メーデーでの発砲は共産党員に撃たれたための正当防衛であると虚偽の発表を行う。ゲレオンはフィルムを探し続ける。ベンダの依頼で助手のシュテファンがヴォルターをスパイし、シャルロッテに見とがめられる。シャルロッテはグレータに娼婦の仕事を世話するが大きな帝王切開の傷を持つグレータは断る。ゲレオンからの情報でシャルロッテはスウェトラーナのアパートを捜索し、カルダコフの本を見つける。ゲレオンとシャルロッテはカルダコフの知人と話し、スターリンに対抗するトロツキスト「赤の砦」のアジトである印刷所の住所を聞く。負傷したカルダコフはアルメニア人ギャングのエドガーにソロキン家の金塊の件を話す。 |          |                |
| 6 | "第6話"  | 2017年10月27日 |
| カルダコフはエドガーに手当てを受け、金塊を入手する手助けを頼む。下宿の隣人のジャーナリストのカテルバッハはメーデーのデモで負傷したという警官の調査をゲレオンに依頼する。ゲレオンはエリーザベトと寝る。シュテファンはシャルロッテとグレータを舟遊びに招き、グレータは共産党員のフリッツと知り合う。ゲレオンはツェルギーベル警視総監に命じられ、警察に有利なように「血のメーデー事件」での射殺事件の報告書をでっち上げる。アルフレッド・ニッセン、ヴェーント大佐、ゼーガース少将がニッセン家の私邸で非合法な軍事組織「黒い国防軍」の演習を行い、ソ連から来た金塊のことを話し合う。ヴォルターの助けでゲレオンはクライェフスキーを捕らえフィルムの在りかを尋問する。カルダコフはエドガーとともに駅に行きソ連からの貨車の金塊を探すが、スウェトラーナが貨車の表示パネルをすり替えていたために、別の貨車から毒ガスを放出してしまう。シャルロッテは運河の死体を解剖させ、ソ連からの列車の運転士であると推測する。ヴォルターはシャルロッテの情報でゲレオンのモルヒネ中毒のことを知る。 |          |                |
| 7 | "第7話"  | 2017年11月3日  |
| グレータは女中としてベンダ家に雇われる。シュミット医師はクライェフスキーを被験者とした戦争神経症の講義を行うが、似非科学だと批判される。謎の司祭が、ゲレオンの薬に催眠薬を混ぜるよう薬局の主人に命令する。シャルロッテが駅に列車を調査に行くと、ソ連外交官とニッセン社がガス漏れ事件の現場を封鎖している。ベンダが警官隊とともに駅に来て、ニッセン社とソ連人を追い出して貨車を調査する。ベンダはゲレオンに、「黒い国防軍」がソ連から武器を密輸している件を調査していると打ち明ける。シャルロッテはシュテファンとともに「赤の砦」の印刷工場を調べてイスタンブールに向けた貨物預かり状を入手する。ヴォルターはゲレオンを「黒い国防軍」の集会に連れて行き、ドイツが国内の左派の裏切りによって大戦で敗れたという「背後の一突き」陰謀論に触れさせる。ゲレオンは、戦争の前線から兄アンノ―をから運び出したことを思い出す。ベンダはアルフレッド・ニッセンを逮捕させる。 |          |                |
| 8 | "第8話"  | 2017年11月3日  |
| ニッセンは殺虫剤ではなく猛毒の軍需物資ホスゲンが貨車に詰まれていたことで尋問される。グレータはフリッツと付き合う。家族が外出したため、ベンダはグレータと二人きりで食事をする。クライェフスキーの情報で、ゲレオンとヴォルターはモカ・エフティに忍び込んでフィルムを持ち出し、逃走中にエドガーにけがをさせる。二人はフィルムにゲレオンの父を含む政治家たちの淫らな行為が映っていることを確認したのち、焼却する。二人はバーで祝杯を挙げるが、エドガーの手先が薬を盛ってゲレオンを誘拐する。 |          |                |

### シーズン2 (2017)
| 通算 話数 | タイトル | 公開日         |
| --- | -------- | -------------- |
| 1 | "第9話"  | 2017年11月10日 |
| 「赤の砦」の印刷工場で働いていた15人の遺体が森で発見されるがカルダコフは行方不明となる。ゲンダはゲレオンを殺人課に転属させる。ゲレオンはシュテファンを助手とし、シャルロッテから貨物預かり状を入手する。建設現場のコンクリート内から、エドガーの手下の司祭「聖人ヨーゼフ」の銃殺遺体が発見される。ゲレオンはPTSDの発作を起こした後に、遺体の銃弾をすり替える。兄アンノ―の妻でゲレオンと不倫関係にあるヘルガと息子のモーリツがゲレオンを訪ねて来て、アンノ―の戦死が確認されたと語る。ゲレオンは二人をヴォルターの家に預ける。シャルロッテの母が亡くなる。アルフレッドはニッセン社の株主総会に間に合うよう釈放されるが、母親によって重役を解雇される。スウェトラーナは、貨車の金塊が実家のソロキン家のものだとアルフレッドに語る。 |          |                |
| 2 | "第10話" | 2017年11月10日 |
| ゲレオンとヘルガは関係を復活させるがモーリツは面白くない。シャルロッテはモカ・エフティで、トロシンとヴェーント大佐が、貨車をソ連に返すようツェルギーベル警視総監に圧力をかける会話を盗み聞きする。アルフレッドは金塊の積まれた貨車をソ連に返さないようヴェーント大佐に持ち掛ける。グレータは血のメーデー事件の犠牲者を悼む行列の中にフリッツを見かける。「赤の砦」事件の線条痕が貨車で押収された銃と一致し、ゲレオンとシュテファンは登録者のソ連大使館員を逮捕する。ヴォルターはシャルロッテが警察の正規職員になるために必要な無犯罪証明書を渡す。シャルロッテは家のもめごとを逃れ、シュテファンの家に行く。シュテファンは、ベンダの依頼でヴォルターを尾行し、ヴェーント大佐、アルフレッド、スウェトラーナと貨車を強奪する計画を話していることを知る。ベンダはゲレオンとともにトロシンに会い、「赤の砦」事件をもみ消す代わりに「黒い国防軍」の情報を求める。ベーム上級警部は「聖人ヨーゼフ」殺人事件を捜査する。シュテファンが複数の男たちに襲われて殺される。 |          |                |
| 3 | "第11話" | 2017年11月17日 |
| 大使館員の釈放と引き換えに、トロシンはゼーガース少将らドイツ国防軍がソ連国内のリペツクに禁止されているはずの空軍基地を持っている証拠をゲレオンに渡す。エドガーの情報で、ゲレオンはラジオでシュミット医師のPTSD治療のラジオ放送を聞く。ゲレオンは「聖人ヨーゼフ」を殺したことを思い出す。検察官は証拠が不十分だとし、ゲレオンはフラッシュバックに悩まされつつ、警察カメラマンのグレーフとともにリペックに飛んで証拠写真を撮る。ベンダは「黒い国防軍」捜査の件をグスタフ・シュトレーゼマン外相に報告する。 |          |                |
| 4 | "第12話" | 2017年11月17日 |
| モーリツがシュテファンの遺体を発見する。遺体の銃弾の線条痕は、「聖人ヨーゼフ」の遺体にあったとしてゲレオンがすり替えた銃弾と一致する。ベームはゲレオンが「聖人ヨーゼフ」を殺したと疑う。ベンダはシュテファンが密偵だったとゲレオンに教え、シュテファンの手帳を入手するよう言う。ゲレオンはヘルガとモーリツをホテルに移す。フリッツは、敵視するゲンダの家にグレータを訪ねる。ゲレオンとヴォルターは互いをシュテファン殺害犯だと疑う。ゲレオンはヴォルターの家で手帳を見つけ、速記の解読をシャルロッテに頼む。シャルロッテが何者かに誘拐される。 |          |                |
| 5 | "第13話" | 2017年11月24日 |
| シャルロッテはエドガーによってモカ・エフティに監禁され、金塊について尋ねられる。密かにシュテファンの手帳を解読し、金塊を積んだ貨車の襲撃計画とクーデター計画のことを知る。モーリツはヴォルターの家の地下で大量の武器を見つけ、ヴォルターに射撃を教わる。ベンダはリペツクの基地の写真を証拠にして「黒い国防軍」を告発し、ゼーガースら国防軍幹部15名を逮捕する。だがヴェーント大佐が政府上層部の仲間を動かして釈放を迫る。「黒い国防軍」は翌日に帝国を復活させるクーデター「聖体の祝日」作戦を計画する。警察が共産党本部の前でフリッツを撃ち、グレータが目撃する。ゲレオンはスウェトラーナから、ソロキン家の金塊が貨車に詰まれていたことを聞く。エリーザベトはカルダコフ/ゲレオンの部屋で書類を見つけてゲレオンに渡す。ゲレオンはカテルバッハの詳細な記事を読み、「黒い国防軍」に関する情報提供者に会いに向かう。 |          |                |
| 6 | "第14話" | 2017年11月24日 |
| ゲレオンとカテルバッハの目の前で情報提供者が殺される。大統領の指示で国防軍の容疑者は翌日釈放される見込みとなり、ゲレオンとベンダはゼーガース少将を尋問する。エリーザベトに渡された書類がゼーガースの署名のあるホスゲン注文書であることがわかり、ベンダは翌日の記者会見で公表しようとする。「聖体の祝日」作戦のため、ヴォルターとシェアーが劇場でドイツ外相とフランス外相を狙撃しようとするが、ゲレオンが阻止してヴォルターは逃げる。オットーはグレータに、フリッツがベンダの命令で殺されたと話す。シュテファンの手帳を解読したシャルロッテは、金塊を積みプレートをすり替えられた貨車が、ソ連に戻る前に襲撃される予定であるとエドガーに話して解放される。翌日、ツェルギーベル警視総監から連絡を受けたヒンデンブルク大統領がゼーガース少将を連れ出して記者会見を中止させ、捜査を終結させて貨車をソ連に戻すよう命じる。 |          |                |
| 7 | "第15話" | 2017年12月1日  |
| シャルロッテは貨車強盗の計画をゲレオンに話す。ベンダは取り合わず、二人は強盗を阻止しようと向かう。ヴォルターのトラックが二人の車を湖に落とす。シャルロッテは体が車に挟まれるもゲレオンは脱出する。グレータはオットーをベンダの家に招き入れ、爆弾を仕掛けさせる。グレータはベルリンを脱出する途中、駅で突撃隊の制服を着たフリッツの元気な姿を見かけて騙されていたことを悟る。起爆を止めようと戻るが、爆発でベンダと娘が死ぬ。 |          |                |
| 8 | "第16話" | 2017年12月1日  |
| ゲレオンは湖に沈んだ車からシャルロッテを救い出す。呼んでいた部下たちの車に拾われ、貨車に乗り込む。「黒い国防軍」が貨車を止め、ヴォルターは社内で金塊を見つける。だが待ち伏せていたエドガーの手下らが「黒い国防軍」を襲い皆殺しにする。隠れていたゲレオンはヴォルターと対決し、金塊は偽物であるとわかる。ゲレオンの部下たちが催眠ガスを使ってエドガーの手下を昏倒させる。ヴォルターがゲレオンの乗る貨車を出発させ、二人は貨車の上で戦うもガス爆発でヴォルターは死ぬ。 事件後、グレータは逮捕される。ヴェーント大佐が行政長官として警察の指揮を執る。ヴェーントは非公式に内部調査を行う内部改正課を新設し、殺人課に籍を置いたままゲレオンに指揮を任せる。シャルロッテをは殺人課の殺人課の刑事助手に採用される。ゲレオンとシャルロッテは失踪したスウェトラーナの部屋を捜索し、スウェトラーナはソロキン家の令嬢ではなく運転手の娘であり、貨車自体に黄金が隠されていたことを疑う。パリのキャバレーで歌うスウェトラーナをカルダコフが見る。ゲレオンはフェルカー医師ら共産党員に襲撃されるが、エドガーに救われてシュミット医師のところに連れていかれる。催眠下で、ゲレオンは戦場で兄アンノ―を見捨てたことを思い出す。顔に酷い傷を負ったシュミット医師の正体がアンノ―であることが分かる。 |          |                |

### シーズン3 (2019)
| 通算 話数 | タイトル | 公開日        |
| --- | -------- | ------------- |
| 1 | "第1話"  | 2020年1月24日 |
| 世界大恐慌でベルリン証券取引所が混乱に落ち、ゲレオンが居合わせる悪夢のような場面が描かれる。5週間前、シャルロッテは繰り返し刑務所にグレータを訪ねるが面会を拒否される。シャルロッテは刑事になるための現場試験で、男性はすべて合格したにもかかわらず一人だけ不合格となる。ヘルガは妊娠のテストを受ける。ヴァルター・ヴァイントラウブが指紋を取られて出所し、待っていたヴェラに目隠しをしてバーベルスベルクのスタジオまで車を運転し、車内でセックスをする。ヴァイントラウブはエドガーの家で温かく迎えられる。映画撮影のセットで、仮面をつけ外套をまとった人物が照明に細工をして主演女優のベティの上に落下させて殺す。プロデューサーのベルマンが出資者のエドガーに事件を知らせる。ゲレオンらはスタジオの死亡現場に行く。ベルマンは事件ではなく事故にしようとする。ゲレオンはベティが死んだときの映像を見て、女優のティリー・ブルックスの奇妙なふるまいに気づく。ゲレオンはシュミット医師の治療を受ける。エドガーはヴァイントラウブを、爆発で閉店したモカ・エフティに連れてゆき、爆発とベティの死は何者かの仕業だと語る。銀行から借りた映画への巨額の投資を無駄にしないため、ベティの死は事故であると隠蔽する。シャルロッテと妹トニは昼だけの同居人と部屋を共有し、夜だけ部屋を使う。アルフレッド・ニッセンと母は株式が上昇機運にあると聞かされ、母は巨額の投資を望む。双極性障害を抱えて医師にかかるアルフレッドは、ユダヤ人のせいで株式市場が崩壊すると予測し、大手銀行の顧客リストを違法に入手するよう部下に命じる。 |          |               |
| 2 | "第2話"  | 2020年1月24日 |
| ヘルガは密かにホテルを訪れ、部屋の鍵を渡される。モーリツはヒトラーユーゲントに誘われる。グレータの裁判が始まる。ゲレオンはシャルロッテとともにグレータを救おうとし、唆したフリッツとオットーがナチスであると疑うが、事件のファイルはヴェーント行政長官によって閲覧不可とされている。ゲレオンはグレータの件でヴェーントに質問するが、共産党の弁護士ハンス・リッテンがツエルギーベルを裁判にかけるよう求めている件に集中するよう求められる。ヴェーントは、「血のメーデー事件」の責任を取り辞任するようツェルギーベル警視総監を脅す。ベティ事件で照明に細工をした男の名はクレンピンであるとわかる。ベティの死は殺人事件となり、巨額の保険金は下りないことになってベルマンと投資者のエドガーは苦境に落ちる。ティリー・ブルックスは外套を着た幽霊のような男を目撃し、ベティと夫のトリスタン・ロートの口論を聞いたと供述する。ヴァイントラウブとエドガーは映画を撮了するようベルマンを脅す。ゲレオンはクレンピンを逮捕するも、クレンピンは外套を着た男に殺される。 |          |               |
| 3 | "第3話"  | 2020年1月31日 |
| ゲレオンと口論したヘルガはモーリツを連れてホテルに移る。アルフレッドの部下が会計検査院を装って調査し、ベーム上級警部を含む多数の市民が借金をして株式投資を行っていることをつかみ、アルフレッドは市場の崩壊が間近であると直感する。ルフトハンザが「黒い国防軍」を援助しているとのカテルバッハの記事は、ベティ事件への強い関心を理由にして新聞の編集長に却下される。カテルバッハは情報源から文書を入手する。ヴェーントの意を受けた部下が孤児院でグレータの子を見つけて引き取る。ヴェーントは子をグレータに見せて脅す。ゲナートは記者たちに犯罪統計の講義をするが、記者たちはベティ事件にしか興味がない。記録課のウルリヒがクレンピンを殺した弾丸の線条痕を調べる。ヴァイントラウブは支払いに応じない保険調査員を脅迫する。ゲレオンはベティの夫のトリスタン・ロートを尋問し、クレンピンとオカルト信仰者の知り合いであると聞きだす。外套はロートの映画衣装であり、クレンピンが外套を盗んでいたがベティの死亡時刻にはアリバイがある。ティリー・ブルックスがベティの代役となる。ヴェラはティリーを楽屋に閉じ込めて妨害し、役を奪う。外套の男がティリーを殺し、逃走をシャルロッテが目撃する。エドガーはベティ事件捜査の協力をゲレオンに申し出るが、シュミット医師の治療は高くつくと語る。 |          |               |
| 4 | "第4話"  | 2020年1月31日 |
| ヴェーントに脅されたグレータは突撃隊の制服を着たフリッツを見たという証言を覆し共産党に責任を着せる。刑務所ではフェルカー医師がグレータを問い詰め偽証の理由を問いただす。ゲレオンの依頼で、グレーフは閲覧不可にされたベンダ事件のファイルを複写し、その中のリストにはカテルバッハの名前がある。シャルロッテの姉イルゼには高額な目の手術が必要になる。シャルロッテは、死んだ母に恋人"E"が送っていた手紙を受け取る。アルフレッドはヘルガに、ホテルのスイートを自由に使っていいと申し出る。ゲレオンはヘルガを探させる。シャルロッテは捜査会議で捜査状況を報告するが、手続きにこだわるゲナートはベームにチームの指揮をとらせ、シャルロッテをその下につける。クレンピンの持ち物の中に、オカルト集団「土星同胞団」の品と儀式への招待状が見つかる。シャルロッテはモカ・エフティで知っていたヴェラと酒を飲んで踊る。グレーフはゲレオンに、警察に加わる前には違法行為に手を染めていたと語る。 |          |               |
| 5 | "第5話"  | 2020年2月7日  |
| ゲレオン、ベーム、シャルロッテはロートの家での土星同胞団の儀式に潜入する。シュミット医師がベティの霊を召喚しようとする。ベームはロートを逮捕する。シュミットはゲレオンに催眠術をかけて逃げる。エドガーとヴァイントラウブはライバルのギャングを集め、このうちの誰かが密かに妨害活動をしていると疑うが否定される。ゲレオンはカテルバッハを呼び出す。カテルバッハは「血のメーデー事件」でのゲレオンの偽証を非難する。ゲレオンはベンダ事件の捜査資料のリストにカテルバッハの名前があったことを警告する。カテルバッハは、ルフトハンザが「黒い国防軍」を援助する証拠があると打ち明ける。ベームはシャルロッテに雑用を押し付けるが、ゲレオンはリストを調査するよう依頼する。オットーはリストに載るホースト・ケスラーを名乗り、売春婦のアーナの苦境を救おうとする。グレータは死刑を宣告されるも抗告しない。シャルロッテは判決に動揺し、ホテルに入るヘルガを見たと打ち明ける。ゲレオンがホテルに行くとモーリツしかいない。フェルカー医師がグレータと同じ房に入る。 |          |               |
| 6 | "第6話"  | 2020年2月7日  |
| オットーやフリッツらがテンポ新聞社を襲撃し、カテルバッハは証拠書類を持って逃げ出す。彼らはカテルバッハのアパートを襲うが、エリーザベトが匿い、証拠を編集長に渡す。ゼーガース大将の娘の法学生マリー＝ルイーゼは共産党を支援する弁護士リッテンの事務所でボランティアで働き、父親の要請でアルフレッド・ニッセンの母のパーティーに出席する。パーティーで、ヴェーントはナチスに社会不安を起こさせれば保守派に有利だと主張するが、ゼーガースは反対する。シュトレーゼマン外相が現れ、君主制支持者とドイツ国防軍は協力すべきだと語る。シャルロッテの依頼で、リッテンはグレータの弁護を引き受ける。共産党支持者で埋まるリストの中でリヒャルト・ペヒトマンとホースト・ケスラ―だけが国家社会主義ドイツ労働者党員であり、ゲレオンは二人がフリッツとオットーの正体であることを調べ上げる。ケスラーの部屋に行き、アーナからケスラーがヒトラーユーゲントのキャンプにいると聞かされる。ヘルガはモーリツがヒトラーユーゲントのキャンプに行くことを許さない。ヘルガは妊娠を知る。モーリツがゲレオンにヘルガからの別れを告げる手紙を渡し、ゲレオンのもとに戻りたいと願う。エドガーの妻エスターは映画の主役になることをヴァイントラウブに求めて断られる。シャルロッテはヴェラにヴァイントラウブとの関係を問いただし、ベティが殺された時のアリバイを偽装したことを告白される。 |          |               |
| 7 | "第7話"  | 2020年2月14日 |
| ニッセンはユダヤ人の実業家への復讐心を持っていることをシュミット医師に認める。ゼーガース、ヴェーントら保守派を集めて株式市場崩壊の予想を語り、空売りで巨額の利益を上げるとともに社会を激変させることを誘うが、冷たくあしらわれる。リッテンはグレータの控訴を求める。ゲレオンはペヒトマン(フリッツ)を見つけてグレータに面通しさせるが否定される。ゲレオンの不在中、シャルロッテはベームに知らせずにヴァイントラウブの監視を刑事たちに求める。ウルリヒはティリー殺害現場の証拠の中にヴァイントラウブの髪の毛を見つける。ゲレオン、シャルロッテ、他の刑事たちが撮影スタジオに来る。外套の怪人がヴェラを襲う。ゲレオンが阻止しようとするが負傷して怪人は逃げる。逃げたヴェラを怪人が襲い、シャルロッテを退け、ヴェラを運んで屋根からともに落ちる。怪人はヴァイントラウブであるとわかる。 |          |               |
| 8 | "第8話"  | 2020年2月14日 |
| ペヒトマン（フリッツ）はゲレオンに連行されたことをヴェーントに話して強請り殺される。ヴェーントはニッセンに母親を説得してカテルバッハが書いた、ルフトハンザによる違法な国防軍援助の記事が新聞に載り、政治警察に召喚される。モーリツはヒトラーユーゲントのキャンプでヒトラーに忠誠を誓う。ヘルガがゲレオンに会い、妊娠を告げる。ゲレオンは、ヘルガが付き合っている男は誰か尋ね、自分の子だとは信じない。ヘルガは違法な中絶手術を探す。姉イルゼの手術代を稼ぐため、トニは仕事を探し、シャルロッテはセックスショーに出演する。ヴェラは死に、ヴァイントラウブとゲレオンは入院している。怪人の正体は発表されていない。エスターはエドガーにヴァイントラウブとの不倫関係を告白し、彼が怪人の正体ではないと話す。停電の中、エドガーはヴァイントラウブを病院から脱出させ、シュミット医師が意識を回復させる。ヴァイントラウブは、本物の怪人が自分とヴェラを屋根から突き落としたと語る。警察がエドガーの家を捜索する。 |          |               |
| 9 | "第9話"  | 2020年2月21日 |
| 警察はヴァイントラウブを連れ出した容疑でエドガーを逮捕する。エスターは主演女優の代役となり、スタジオにヴァイントラウブを匿って看護する。ケスラー（オットー）は女衒のアリに金を払ってアーナを自由の身とする。ヴェーントの手下はアリにケスラー殺しを依頼する。ヴェーントはゲレオンを連れて、召喚に応じないカテルバッハを逮捕しに行くが逃げられる。ゲレオンはカテルバッハを家に匿う。リッテンは反逆罪の容疑をかけられたカテルバッハの弁護を引き受ける。マリー＝ルイーゼはカテルバッハを救うため、「黒い国防軍」の機密書類を提供しようとする。シャルロッテはイルゼに目の手術を受けさせる。トニは老人に本を朗読する仕事を始める。アルフレッドは弁護士に母の署名を偽造させ、大規模な株の空売りをする契約を銀行と結ぶ。モーリツを引き取るために、ゲレオンはホテルにヘルガを訪ねてアルフレッドと一緒にいるところを見る。グレーフの誕生パーティーでゲレオンとシャルロッテはキスをする。 |          |               |
| 10 | "第10話" | 2020年2月21日 |
| 警察は犯罪テレパシーでヴァイントラウブを見つけるため、シュミット医師と霊媒を呼ぶ。霊媒は怪人の分身がその場にいると叫ぶ。ゲレオンはスタジオの屋根の上を捜索して血痕のついたナイフを見つける。ウルリヒはナイフにヴァイントラウブの指紋をつける。エドガーは釈放される。ゲレオンはペヒトマン（フリッツ）が妻子を残して失踪したことを知る。シャルロッテはグレータを説得し、リッテンの弁護のもとで抗告することに同意させる。ヒトラーユーゲントの集会のためにケスラー（オットー）の家に来たモーリツの前で、アリがケスラーを殺す。株は下がる様子がなく、アルフレッドの母は空売りの損失に激怒する。トニは朗読相手に入浴姿を見せるよう求められる。シャルロッテはヘルガの違法中絶手術の現場を見かける。シャルロッテはトニがどこで金を稼いだか問い詰める。 |          |               |
| 11 | "第11話" | 2020年2月28日 |
| マリー＝ルイーゼがエリーザベトにフィルムを渡し、ゲレオンの依頼で現像したグレーフは国防軍の条約違反の再軍備の証拠を見つける。ヴェーントはベンダの妻から彼の日記を入手し、ツェルギーベル警視総監が「血のメーデー事件」で発砲を命令したことを知って彼に辞任を迫る。ヘルガはアルフレッドの遺書を読んで自殺を図った彼を救う。イルゼの病状は悪化する。ゲナートからの扱いに激怒したウルリヒが、クレンピンを殺した弾丸の線条痕から、エドガーを憎むハンガリー人のゴシュトニー兄弟が犯人であると知り、その後も殺人を続けるよう脅していたことが分かる。ウルリヒはナイフにヴァイントラウブの指紋があったと報告する。矛盾に気づいたシャルロッテを殴り倒し、助手を殺す。ゲレオンとシャルロッテに致死量のインシュリンを注射し、ゲナートを束縛して妄想の中で記者会見を開く。ゲレオンは砂糖を摂取して回復し、シャルロッテを見つける。グレーフに応援を呼ばせてゲナートを救い、ウルリヒを逮捕する。 |          |               |
| 12 | "第12話" | 2020年2月28日 |
| ゲレオンはゴシュトニー兄弟の家で弟を逮捕するも兄ベラは逃げる。エドガーとヴァイントラウブは移送中の弟を殺す。映画は完成する。ヴェーントとの面会中にシュトレーゼマン外相は心臓発作で死に、国葬が営まれる。リッテンは喪中の公務を禁じる前皇帝の勅令を持ち出してグレータの死刑の執行停止命令を得るが間に合わない。ゲレオンはヴェーントから、ベンダ殺害が反共反ユダヤの陰謀であることを聞き出し、グレーフが密かに録音する。ツェルギーベル警視総監は辞任するも、クシェジンスキが再任され、後任を望んだヴェーントは失望する。シャルロッテは母の残した手紙を調査する。トニはシャルロッテのもとを去る。アルフレッドの予想通りにニューヨーク証券取引所の相場は暴落し、ベルリン証券取引所も混沌に陥る。ゲレオンは、巨額の負債を負い錯乱したベームの自殺を止める。ゲレオンは巨利を得たアルフレッドとヘルガを見かける。 |          |               |